# آيت بوكرين (آيت قسو)
آيت بوكرين هو دُوَّار يقع بجماعة سيدي الغندور، إقليم الخميسات، جهة الرباط سلا القنيطرة في المملكة المغربية. ينتمي الدوّار لمشيخة آيت قسو التي تضم 4 دواوير. يقدر عدد سكانه بـ 733 نسمة حسب الإحصاء الرسمي للسكان والسكنى لسنة 2004.

## وصلات خارجية
- البوابة الوطنية للجماعات الترابية
- المندوبية السامية للتخطيط